# Afra (Vorname)
Afra ist ein weiblicher oder männlicher Vorname.

## Herkunft und Bedeutung
Der Name Afra ist geschlechtsneutral, wird aber überwiegend für Mädchen verwendet. Seine Ursprünge sind sowohl im Arabischen als auch im Lateinischen zu finden und spiegeln eine tiefe Verbindung zur Natur wider.
Aus dem Arabischen übersetzt, bedeutet Afra so viel wie „weißlich-rot“, „erdfarben“ oder „staubfarben“. Diese Verbindung zur Erde symbolisiert Ausgeglichenheit, Beständigkeit und unerschütterliche Stärke.
Aus dem Lateinischen ursprünglich bedeutet er eine Kurzform für Menschen aus Afrika: „Afrikanerin, Punierin“.

## Varianten
Aafje ist eine niederländische Variante zu Afra.

## Namensträgerinnen
- Afra von Augsburg († 304), legendäre frühchristliche Märtyrerin und Heilige
- Afra Dickh († 1703), nach dem Hexenprozess von Fürsteneck hingerichtet und verbrannt
- Afra Bianchin Scarpa (1937–2011), italienische Architektin und Designerin
- Afra Waterkamp (* 1965), deutsche Juristin, Präsidentin des Finanzgerichts des Landes Sachsen-Anhalt

## Namensträger
- Afra Mussawisade (* 1973) ist ein iranischer Weltmusik- und Jazz-Perkussionist